# Kommunales Bewertungs-, Organisations- und Servicesystem
Kommunales Bewertungs-, Organisations- und Servicesystem (KOMMBOSS) ist eine Software für die Verwaltung und das Management von Personal in öffentlichen Organisationen und Einrichtungen. KOMMBOSS ist ein eingetragener Markenname. Die Software wird vom Unternehmen GfOP Neumann & Partner mbH mit Sitz in Michendorf (Brandenburg) entwickelt, vertrieben und in öffentlichen Organisationen implementiert. KOMMBOSS unterstützt die HR-Kernprozesse in öffentlichen Verwaltungen. Durch die modulare Struktur lassen sich jeweils die Programmbestandteile einsetzen, die zur Erledigung spezifischer Aufgaben im Personal- und Organisationsbereich benötigt werden.

## Geschichte
Die erste Installation von KOMMBOSS für DOS erfolgte Ende 1993. Seit 1997 wird KOMMBOSS unter Microsoft Windows installiert; zunächst unter Windows NT 3.1. Heute läuft KOMMBOSS auf allen verfügbaren Windows-Plattformen.
Am 17. Dezember 2007 wurde KOMMBOSS zum ersten Mal vom Unabhängigen Landeszentrum für Datenschutz des Bundeslandes Schleswig-Holstein (ULD) im Hinblick auf die Einhaltung von Datenschutzbestimmungen zertifiziert. Es erhielt damit das Datenschutz-Gütesiegel des ULD. Es wurde ein entsprechendes Gutachten erstellt. Gegenstand der Zertifizierung waren die Module: Stellenplan, Stellenbeschreibung, Geschäftsverteilungsplan, Organigramm, Produktkatalog, Bewerberverwaltung, Zugriffsrechte, Nutzerverwaltung, Datenschnittstelle, PermisExport, Personalkostenplanung, Personalmanagement, Frauenförderplan, Fortbildung, Dokumentenverwaltung, Listengenerator, Terminüberwachung, Protokollierung, Personalaktendatenlöschung.
Eine Re-Zertifizierung von KOMMBOSS durch das ULD erfolgte in den Jahren 2010, 2012, 2014 und 2017. Die Zertifizierung muss alle zwei Jahre erneuert werden.

## Beschreibung
KOMMBOSS unterstützt die Kernprozesse im Personalbereich in Öffentlichen Verwaltungen. Das Softwaresystem ist modular aufgebaut. Durch die modulare Struktur lassen sich die Programmbestandteile einsetzen, die zur Erledigung der einzelnen Aufgaben im Personal- und Organisationsbereich benötigt werden. Alle Module sind softwaretechnisch miteinander verzahnt und greifen auf eine einheitliche Datenbasis zurück.
KOMMBOSS ist funktional in drei Produktcluster mit Modulen untergliedert. Diese sind:
- Produktcluster Organisation mit den Modulen Geschäftsverteilungsplan, Organigramm, Stellenbeschreibung, Stellenbewertung und Stellenplan
- Produktcluster Personalentwicklung mit den Modulen Auswertungen und Statistiken, Azubimanagement, Bewerberverwaltung, Führungskräfteportal, Service-Center, Leistungsbeurteilung, Personalkostenplanung, Personalmanagement und Seminarmanagement
- Produktcluster Tools mit den Modulen Dokumentenverwaltung, Listengenerator und Terminüberwachung.

Dazu kommen standardisierte Integrationslösungen. Durch diese wird eine Synchronisation mit Daten aus anderen Fachverfahren realisiert.